# Le Colporteur aux étoiles
 (février 2025).
La mise en forme du texte ne suit pas les recommandations de Wikipédia : il faut le « wikifier ».
Les points d'amélioration suivants sont les cas les plus fréquents. Le détail des points à revoir est peut-être précisé sur la page de discussion.
- Les titres sont pré-formatés par le logiciel. Ils ne sont ni en capitales, ni en gras.
- Le texte ne doit pas être écrit en capitales (les noms de famille non plus), ni en gras, ni en italique, ni en « petit »…
- Le gras n'est utilisé que pour surligner le titre de l'article dans l'introduction, une seule fois.
- L'italique est rarement utilisé : mots en langue étrangère, titres d'œuvres, noms de bateaux, etc.
- Les citations ne sont pas en italique mais en corps de texte normal. Elles sont entourées par des guillemets français : « et ».
- Les listes à puces sont à éviter, des paragraphes rédigés étant largement préférés. Les tableaux sont à réserver à la présentation de données structurées (résultats, etc.).
- Les appels de note de bas de page (petits chiffres en exposant, introduits par l'outil «  Source ») sont à placer entre la fin de phrase et le point final[comme ça].
- Les liens internes (vers d'autres articles de Wikipédia) sont à choisir avec parcimonie. Créez des liens vers des articles approfondissant le sujet. Les termes génériques sans rapport avec le sujet sont à éviter, ainsi que les répétitions de liens vers un même terme.
- Les liens externes sont à placer uniquement dans une section « Liens externes », à la fin de l'article. Ces liens sont à choisir avec parcimonie suivant les règles définies. Si un lien sert de source à l'article, son insertion dans le texte est à faire par les notes de bas de page.
- La présentation des références doit suivre les conventions bibliographiques. Il est recommandé d'utiliser les modèles {{Ouvrage}}, {{Chapitre}}, {{Article}}, {{Lien web}} et/ou {{Bibliographie}}. Le mode d'édition visuel peut mettre en forme automatiquement les références.
- Insérer une infobox (cadre d'informations à droite) n'est pas obligatoire pour parachever la mise en page.

Pour une aide détaillée, merci de consulter Aide:Wikification.
Si vous pensez que ces points ont été résolus, vous pouvez retirer ce bandeau et améliorer la mise en forme d'un autre article.
Le Colporteur aux étoiles, sous-titré La vie et les aventures de Remus (en cachoube : Żëcé i przigòdë Remùsa), épopée cachoube d'Aleksander Majkowski, est un roman publié en 1938. Cette œuvre est considérée comme la plus importante de la littérature cachoube,.

## Résumé
L'œuvre se compose de trois parties, précédées d'une invocation spécifique : une présentation du titulaire Remus, considéré comme un fou par la foule. L'histoire se déroule à la fin du XIXe siècle, lors de la partition prussienne.
La première partie (Na Pùstkòwiu – Au Domaine) montre le monde magique vu à travers les yeux d'un enfant hypersensible. Remus, petit garçon, orphelin adopté dans une ferme isolée, est différent à la fois des agriculteurs et des ouvriers agricoles. Il absorbe avec beaucoup d'enthousiasme les contes de fées et les légendes populaires, voit des choses invisibles pour les autres, rêve de briser le charme du château enchanté et de délivrer une princesse emprisonnée. Jeune homme, il rencontre un héritier mourant, un ancien insurgé, qui lui raconte l'histoire de la Cachoubie et l'éternel combat entre le lumineux Ormuzd et le sombre Ahriman. Remus décide de suivre les traces de son interlocuteur et de devenir « l'étincelle d'Ormuzd » - et enfin, il quitte Le Domaine.
Dans la deuxième partie (Na wòli i na niewòli - Libre et emprisonné), Remus adulte erre à travers la Cachoubie, de la cathédrale d'Oliwa au pays des Slovinces, à la recherche de personnes qui n'ont pas perdu leur dignité et leur fierté sous la domination prussienne. Il rencontre trois fantômes qui le découragent d'agir : Effroi, Pénible et Pas-la-Peine, et son plus grand adversaire - Ahriman, appelé Tristan par les Cachoubes, incarné sous deux formes : un avocat cynique nommé Czernik et un artiste-peintre démoniaque. Dans ses voyages, il est accompagné d'un musicien bonhomme appelé Trompette.
Dans la troisième partie (Smãtk - Tristan), Remus-chevalier combat le mauvais esprit de Cachoubie. Plus tôt, il apprend de la folle Julie qui n'est ni enchanteresse, ni sorcière, qu'il est en fait la réincarnation du vieux chevalier Witosław, traîtreusement vaincu par l'une des incarnations précédentes de Tristan. Il y a des siècles, Julie, sous le nom de Sydonia von Borck, a perdu le combat contre le traître Ahriman. L'allié de Remus dans son combat s'avère être un autre noble rebelle qui se cache des Prussiens dans le vaste pays des lacs cachoubes. Cependant, après la mort de Trompette et l'arrestation du Roi du Lac, Remus et Julie doivent eux-mêmes défier le puissant démon.

## Genèse
Un roman écrit par Aleksander Majkowski - un activiste social, médecin et écrivain cachoube, considéré par l'auteur lui-même et ses biographes comme l'œuvre de sa vie. Il a créé une épopée pendant plusieurs dizaines d'années. Il a commencé à écrire avant la Première Guerre mondiale. L'ouvrage a été publié pour la première fois en langue littéraire cachoube en 1938. Dans les années 1960 du 20e siècle le roman a été traduit en polonais par Lech Bądkowski. Le traducteur a travaillé sur la traduction pendant 10 mois et a finalement soumis le texte à la maison d'édition Morskie en octobre 1963. Le roman, en original et en traduction, a été réimprimé plusieurs fois. En 1984, Jacqueline Dera-Gilmeister a traduit la première partie en français, en 1988 une édition de l'épopée est parue en allemand, en 2008 Blanche Krbechek et Katarzyna Gawlik-Luiken l'ont traduite en anglais, en 2023 Miloš Řeznik a traduit l'oeuvre en langue tchèque,.
En 2013, Les éditeurs "Region" et "Art-Baranek Małgorzata Bądkowska" ont republié une édition polonaise et cachoube complétée et corrigée. L'édition a été complétée par des fragments inconnus, à partir du manuscrit, et des introductions historiques ont été ajoutées, ainsi qu'un dictionnaire polonais-cachoube dans l'original complétant l'édition cachoube. A la fin du livre se trouve un texte du professeur Jerzy Treder "Comment Majkowski a écrit Remus".
En 2015, un livre audio a été publié en cachoube avec un enregistrement de l'épopée de Majkowski lu par Tomasz Fopke. Quatre ans plus tard, une édition audio bilingue est créée, lue par le même narrateur.

## Dans la culture

### Théâtre
En 1986 Elżbieta et Tadeusz Czapliński du théâtre de marionnettes Tęcza de Słupsk ont réalisé les scénarios de Natalia Gołębska sur les légendes et contes cachoubes et poméraniens. C'est grâce à leur travail que le livre de Majkowski a été mis en scène. L'adaptation a été réalisée par Edward Mazurkiewicz, en utilisant la traduction de Lech Bądkowski et en ajoutant à la couche verbale des œuvres de Florian Ceynowa, Hieronim Derdowski, Bolesław Fac, Tadeusz Miciński, Adam Mickiewicz et des exemples de littérature populaire anonyme. L'ensemble s'appelait Remus - le chevalier cachoube . Le spectacle a été réalisé par Zofia Miklińska.
Le 11 mai 1987, le spectacle du Théâtre de Télévision a été diffusé, adapté par Krzysztof Gordon et réalisé par Marian Ligęza. Le rôle de Remus a été confié à Janusz Bąkowski, de Marcienne - Lucyna Legut, de Michel - Stanisław Dąbrowski, de Marthe - Sławomir Kozieniec. Le spectacle a été rappelé lors d'un séminaire thématique sur le cinéma dans le cadre du Congrès cachoube en 2008 à Gdańsk.
Le Théâtre "Dialogus", dirigé par Jaromir Szroeder, l'a également adapté et mis en scène. Le groupe Parchów a été fondé en 1992. , et à la fin des années 1990 la première version de Remus a été créée et jouée par des étudiants. Le spectacle avait non seulement une fonction éducative à Parchów et dans ses environs, mais contribuait également à construire les bases de l'identité culturelle et à découvrir la tradition cachoube comme source d'inspiration théâtrale.
Le 16 juillet 2009 a eu lieu la première adaptation du roman de Majkowski à Gdańsk, réalisé par Teatr Snów. Le spectacle a été présenté dans le style du théâtre de rue par l'équipe de Zdzisław Górski. Les présentations ont égalemlent eu lieu à Varsovie, à Bytów et dans d'autres localités. Au besoin du specacle, les sculptures ont été faites par Waldemar Faryno.
Le 25 octobre 2014 au Théatre Miniatura a eu lieu la première mise en scène de la pièce Remus, réalisée par Remigiusz Brzyk. L'adaptation du roman a été préparée par Romuald Wicza-Pokojski.
Le 26 janvier 2019 Le Théâtre Municipal de Witold Gombrowicz à Gdynia a présenté la première de l'adaptation de Krzysztof Babicki intitulée Les Aventures de Remus. Grzegorz Wolf a été choisi pour incarner Remus.

### Film
En 2019 La fondation « Aby chciało się chcieć » (ACSC) a produit le film : Remus, un cachoube.

### Sculpture
À Kościerzyna, une sculpture de Tomasz Radziewicz représentant le personnage principal de l'œuvre a été placée sur la place du marché  . Une figure sculptée de Remus a également été placée sur la place de Wejher à Wejherowo.